# Persone di nome Rodney
| Questa pagina contiene informazioni ricavate automaticamente dalle voci biografiche con l'ausilio del template Bio e di un bot. L'aggiornamento è periodico e automatico e ricostruisce completamente la pagina. Se manca una persona in questa lista, sei pregato di non aggiungerla, ma accertati piuttosto che la sua voce biografica contenga il template Bio e che i dati anagrafici siano correttamente compilati. Se il template Bio manca, inseriscilo tu stesso o, in alternativa, metti l'avviso {{tmp\|Bio}} che ne segnala la mancanza. Se i dati riportati sono sbagliati, correggi direttamente la voce biografica; le modifiche saranno visibili in questa lista entro pochi giorni. Per chiarimenti vedi il progetto antroponimi. La lista contiene solo le 94 persone che sono citate nell'enciclopedia e per le quali è stato implementato correttamente il template Bio. Pagina aggiornata al 16 ott 2024. |

Questa è una lista di persone presenti nell'enciclopedia che hanno il prenome Rodney, suddivise per attività principale.

## Allenatori di calcio(1)
- Rodney Marsh, allenatore di calcio e ex calciatore inglese (Hatfield, n. 1944)

## Allenatori di pallacanestro(1)
- Rodney Billups, allenatore di pallacanestro, dirigente sportivo e ex cestista statunitense (Denver, n. 1983)

## Arcieri(1)
- Rod White, arciere statunitense (Sharon, n. 1977)

## Assassini seriali(1)
- Rodney Alcala, serial killer statunitense (San Antonio, n. 1943 - Corcoran, † 2021)

## Attori(4)
- Rodney Eastman, attore canadese (Montréal, n. 1967)
- Rodney Harvey, attore statunitense (Filadelfia, n. 1967 - Los Angeles, † 1998)
- Rodney Rowland, attore statunitense (Tucson, n. 1964)
- Rod Steiger, attore statunitense (Westhampton, n. 1925 - Los Angeles, † 2002)

## Baritoni(1)
- Rod Gilfry, baritono statunitense (Covina, n. 1959)

## Biochimici(1)
- Rodney Robert Porter, biochimico inglese (Newton-le-Willows, n. 1917 - Winchester, † 1985)

## Bobbisti(1)
- Rodney Soher, bobbista britannico (Brighton, n. 1893 - Westminster, † 1983)

## Calciatori(8)
- Rodney Antwi, calciatore olandese (Amsterdam, n. 1995)
- Rodney Johnson, calciatore inglese (Leeds, n. 1945 - Leeds, † 2019)
- Rodney Kongolo, calciatore olandese (Rotterdam, n. 1998)
- Rodney Redes, calciatore paraguaiano (La Colmena, n. 2000)
- Rodney Sneijder, calciatore olandese (Utrecht, n. 1991)
- Rodney Strasser, calciatore sierraleonese (Freetown, n. 1990)
- Rodney Wallace, ex calciatore costaricano (San José, n. 1988)
- Rod Wallace, ex calciatore inglese (Lewisham, n. 1969)

## Cantanti(2)
- Bounty Killer, cantante giamaicano (Kingston, n. 1972)
- Rodney Rude, cantante australiano (Nowra, n. 1943)

## Cantautori(3)
- Rod Argent, cantautore e tastierista britannico (St Albans, n. 1945)
- Rodney Crowell, cantautore e produttore discografico statunitense (Houston, n. 1950)
- Rod Temperton, cantautore, compositore e produttore discografico inglese (Cleethorpes, n. 1949 - Londra, † 2016)

## Cestisti(23)
- Rodney Bartholomew, ex cestista statunitense (Port Sulphur, n. 1989)
- Rodney Bias, ex cestista statunitense (Livingston, n. 1979)
- Rodney Buford, ex cestista e allenatore di pallacanestro statunitense (Milwaukee, n. 1977)
- Rodney Carney, ex cestista statunitense (Memphis, n. 1984)
- Rodney Dent, ex cestista statunitense (Edison, n. 1970)
- Rod Derline, ex cestista statunitense (Elma, n. 1952)
- Rodney Elliott, ex cestista statunitense (Baltimora, n. 1976)
- Rod Freeman, ex cestista statunitense (n. 1950)
- Rodney Green, cestista statunitense (Filadelfia, n. 1988)
- Rodney Hood, cestista statunitense (Meridian, n. 1992)
- Rod Hundley, cestista e giornalista statunitense (Charleston, n. 1934 - Phoenix, † 2015)
- Rod Mason, ex cestista statunitense (Tulsa, n. 1966)
- Rodney McCray, ex cestista statunitense (Mount Vernon, n. 1961)
- Rodney McGruder, cestista statunitense (Landover, n. 1991)
- Rodney Monroe, ex cestista statunitense (Baltimora, n. 1968)
- Rodney Pryor, cestista statunitense (Evanston, n. 1992)
- Rodney Purvis, cestista statunitense (Raleigh, n. 1994)
- Rodney Rogers, ex cestista statunitense (Durham, n. 1971)
- Rod Strickland, ex cestista, allenatore di pallacanestro e dirigente sportivo statunitense (Bronx, n. 1966)
- Rodney Stuckey, ex cestista statunitense (Kent, n. 1986)
- Rod Thorn, ex cestista, allenatore di pallacanestro e dirigente sportivo statunitense (Princeton, n. 1941)
- Rodney White, ex cestista statunitense (Filadelfia, n. 1980)
- Rodney Williams, ex cestista statunitense (Minneapolis, n. 1991)

## Chitarristi(1)
- Rodney Jones, chitarrista statunitense (n. 1956)

## Fisici(1)
- Rodney Baxter, fisico australiano (Londra, n. 1940)

## Giocatori di baseball(1)
- Rod Carew, ex giocatore di baseball e allenatore di baseball statunitense (Gatún, n. 1945)

## Giocatori di football americano(10)
- Rodney Adams, giocatore di football americano statunitense (St. Petersburg, n. 1994)
- Rodney Gunter, ex giocatore di football americano statunitense (Lake Hamilton, n. 1992)
- Rodney Hampton, ex giocatore di football americano statunitense (Houston, n. 1969)
- Rodney Harrison, ex giocatore di football americano statunitense (Markham, n. 1972)
- Rodney McLeod, giocatore di football americano statunitense (Clinton, n. 1990)
- Rodney Peete, ex giocatore di football americano statunitense (Mesa, n. 1966)
- Rodney Smith, giocatore di football americano statunitense (Miami, n. 1990)
- R. Jay Soward, ex giocatore di football americano statunitense (Rialto, n. 1978)
- Rodney Thomas II, giocatore di football americano statunitense (Pittsburgh, n. 1998)
- Rodney Wallace, giocatore di football americano statunitense (Pueblo, n. 1940 - † 2013)

## Hockeisti su ghiaccio(1)
- Rod Seiling, ex hockeista su ghiaccio canadese (Elmira, n. 1944)

## Matematici(1)
- Rodney Brooks, matematico e informatico australiano (Adelaide, n. 1950)

## Mezzofondisti(1)
- Rod Dixon, ex mezzofondista e maratoneta neozelandese (Nelson, n. 1950)

## Musicisti(2)
- Rodney Atkins, musicista statunitense (Knoxville, n. 1969)
- El Chombo, musicista e produttore discografico panamense (Città di Panama, n. 1969)

## Nuotatori(1)
- Rod Strachan, ex nuotatore statunitense (Santa Monica, n. 1955)

## Ostacolisti(1)
- Rod Milburn, ostacolista statunitense (Opelousas, n. 1950 - Port Hudson, † 1997)

## Piloti di rally(1)
- Rod Millen, pilota di rally neozelandese (n. 1951)

## Piloti motociclistici(1)
- Rodney Gould, pilota motociclistico inglese (Banbury, n. 1943 - Cheltenham, † 2024)

## Politici(7)
- Rodney Alexander, politico statunitense (Bienville, n. 1946)
- Rod Blum, politico statunitense (Dubuque, n. 1955)
- Rodney Davis, politico statunitense (Des Moines, n. 1970)
- Rodney Frelinghuysen, politico statunitense (New York, n. 1946)
- Rod Grams, politico statunitense (Princeton, n. 1948 - Crown, † 2013)
- Rodney Slater, politico statunitense (Marianna, n. 1955)
- Rodney Williams, politico antiguo-barbudano (Swetes, n. 1947)

## Produttori discografici(1)
- Darkchild, produttore discografico statunitense (Pleasantville, n. 1977)

## Rapper(2)
- Roots Manuva, rapper britannico (Londra, n. 1972)
- Big30, rapper statunitense (Memphis, n. 1999)

## Registi(1)
- Rodney Bennett, regista britannico (Chagford, n. 1935 - Chagford, † 2017)

## Rugbisti a 15(2)
- Rod Kafer, ex rugbista a 15, allenatore di rugby a 15 e dirigente sportivo australiano (Newcastle, n. 1971)
- Rodney So'oialo, rugbista a 15 neozelandese (Moto'otua, n. 1979)

## Scrittori(2)
- Alexander McCall Smith, scrittore e giurista britannico (Bulawayo, n. 1948)
- Trevanian, scrittore statunitense (Granville, n. 1931 - West Country, † 2005)

## Sociologi(1)
- Rodney Stark, sociologo e scrittore statunitense (Jamestown, n. 1934 - Woodway, † 2022)

## Sollevatori(1)
- Rodney Wilkes, sollevatore trinidadiano (San Fernando, n. 1925 - San Fernando, † 2014)

## Tennisti(3)
- Rodney Harmon, ex tennista statunitense (Richmond, n. 1961)
- Rodney Heath, tennista australiano (Edgbaston, n. 1884 - Melbourne, † 1936)
- Rod Laver, ex tennista australiano (Rockhampton, n. 1938)

## Velisti(1)
- Rodney Pattisson, ex velista britannico (Campbeltown, n. 1943)

## Velocisti(1)
- Rodney Martin, velocista statunitense (Las Vegas, n. 1982)

## Wrestler(2)
- Rodney Mack, wrestler e ex artista marziale misto statunitense (Lafayette, n. 1970)
- Yokozuna, wrestler statunitense (San Francisco, n. 1966 - Liverpool, † 2000)

## Senza attività specificata(1)
- Rodney King,  statunitense (Sacramento, n. 1965 - Rialto, † 2012)